# 三芒草属
三芒草属（学名：Aristida）是禾本科下的一个属，为一年生或多年生草本植物。该属共有约15O种，分布于温带和热带地区。